# Parwalesoma castaneum
Parwalesoma castaneum är en mångfotingart som beskrevs av Karl Wilhelm Verhoeff 1937. Parwalesoma castaneum ingår i släktet Parwalesoma och familjen orangeridubbelfotingar. Inga underarter finns listade i Catalogue of Life.